# عباس الجنابي
عباس الجنابي (1950 - 14 شباط 2021) شاعر وإعلامي عراقي. مقيم في المملكة المتحدة منذ مغادرته العراق عام 1998 حيث كان يشغل منصب السكرتير الصحفي لعدي صدام حسين. إضافةً لشغله مناصب أخرى، فكان مديرَ تحرير جريدة بابل والبعث الرياضي ومنصب المشرف العام على تلفزيون الشباب وإذاعة الشباب. نشرت له قناة المستقلة قصائد شعرية عديدة في ديوانها عن الرسول محمد الذي كان بعنوان «لماذا نحبه». عمل مقدمًا للبرامج في قناة المستقلة ويعرف بشكل خاص بسبب تقديمه لبرنامج «أخبار أم الدنيا» وبسبب إجرائه حوارات مع رجل الأعمال المصري أشرف السعد.

## حياته
وُلد عباس مُحمد الجنابي عام 1950 م، في مدينة المسيب من أسرة شيعية المذهب، وكان قد وُصفَ بأنه عُروبي، وعُرفَ عنه مدح آل النبي محمد والصحابة. نال جائزة لقصيدة في مدح النبي محمد، وجائزة لقصيدة في مدح أبي بكر، ولعباس الجنابي ابنان وثلاث بنات.
أراد عدي صدام حسين عام 1984 م، تأسيس صحيفة رياضية بعنوان «البعث الرياضي». وطلب وجود ثلاثة خبراء في مجال التقارير الرياضية، وكان قد اختير عباس للعمل فيها. شهد الجنابي أن عدي كان يملك سلطته الخاصة في العراق. كما شهد أنَّ عدي كانت له خلافات مع أسرته ومن ضمنهم والده. كما قال أنه نفسه قد تعرض للسجن في سجن الرضوانية والتعذيب الشديد على يد عدي عدة مرات. الجنابي كان يُعذب بواسطة الضرب بالكابلات الكهربائية.
غادر عباس العراق عام 1998 م، حيث قال أنَّ تعرضه للاعتقال والتعذيب في سجون عدي كان أحد أسباب فراره من العراق.

## مؤلفاته
وضع عباس عدد من المؤلفات منها:
- ديوان شعري بعنوان «حكاية وخيمة وبيت» ببغداد نشر عام 1985 عن دار سلمى للطباعة.
- قصيدة بعنوان «قيامة الوعي» نشرت عام 1989 عن دار الشؤون الثقافية.[6]
- قصيدة بعنوان «زمن سياف» نشرت عام 1993 عن دار الشؤون الثقافية.[6]

## وفاته
تُوفي عباس الجنابي في لندن بتاريخ 14 شباط (فبراير) 2021 م الموافق 2 رجب 1442 ه‍، عن عمرٍ ناهز 71 عامًا، حيث كانت وفاته بسبب مرضٍ عُضال لم يُمهله طويلًا.